# Torsten Hallman
Torsten Hallman (Uppsala, 17 de outubro de 1939) é um ex-motociclista sueco, tetracampeão mundial de motocross.
Hallman foi um dos principais competidores de motocross durante os anos 1960, vencendo a categoria de 250cc do campeonato mundial em quatro oportunidades (1962, 1963, 1966 e 1967). Seu número de títulos apenas não foi maior por uma ferrenha disputa pelos títulos naqueles anos com o belga Joël Robert, chegando ao ponto de entre os anos de 1964 e 1968 apenas os dois alternarem entre os primeiro e segundo lugares — de fato, nas primeiras onze temporadas do campeonato, entre 1962 e 1972, além de Hallman e Robert, apenas o soviético Victor Arbekov conseguiu um título na categoria, em 1965. As disputas ainda hoje são consideradas uma das melhores e mais ferrenhas na história do campeonato.
Junto de Bill Nilsson, Rolf Tibblin e Sten Lundin, Hallman foi parte de um grupo de pilotos oriundos da Suécia que dominaram o motocross entre o final dos anos 1950 e o final dos anos 1960. Embora corresse nas 250cc, ao contrário de Nilsson, Tibblin e Lundin, que corriam nas 500cc, Hallman se sobressaiu com seus quatro títulos, com os outros três conquistando apenas dois cada.  Tendo sido contratado pela Yamaha em 1971 para desenvolver novas motocicletas, Hallman foi instrumental no desenvolvimento de um novo sistema de suspensão traseiro, onde era utilizado apenas um amortecedor, que se tornaria normativo nas motos pouco tempo depois, e ajudou seu conterrâneo Håkan Andersson a vencer a edição de 1973 do mundial das 250cc.
Após sua aposentadoria, ele começou a vender calças e luvas nas corridas para ajudar a complementar sua renda. Os produtos eram vendidos por catálogo durante os anos de 1970 e considerados inovativos, se tornando muito populares nos Estados Unidos. Eventualmente, ele criou a marca THOR Motocross (Torsten Hallman Original Racewear), crescendo ao ponto de se tornar uma das principais marcas de vestimenta dentro do motocross mundial. Isto, aliado ao seu sucesso no motocross, principalmente por suas disputas com Robert, tornou Hallman uma forte influência na introdução do motocross nos Estados Unidos, tendo sido reconhecido em 2000, quando foi introduzido no Motorcycle Hall of Fame da American Motorcyclist Association (AMA).